# Brunswick (Georgia)
Brunswick ist eine City und zudem der County Seat des Glynn County im US-Bundesstaat Georgia mit 15.383 Einwohnern (Stand: 2010). Die Stadt ist außerdem das Zentrum der Metropolregion Brunswick–St. Simons mit 112.370 Einwohnern.
Die Stadt ist eine wichtige Hafenstadt an der amerikanischen Atlantikküste. Sie wurde gemäß den Plänen des englischen Generals und Gründers von Georgia, James Oglethorpe, im Jahr 1771 errichtet, und am 22. Februar 1856 eingemeindet. Früher trug Brunswick den Beinamen „The Shrimp Capital of the World“ wegen des hohen Fangaufkommens an wilden Shrimps in seinen Gewässern. Außerdem beansprucht man, Entstehungsort für das originale Brunswick Stew zu sein.

## Geographie
Brunswick befindet sich an der Mündung des Tideflusses Fancy Bluff Creek in den Atlantischen Ozean. Die nächsten größeren Städte sind Jacksonville (in Florida, 90 km südlich) und Savannah (110 km nördlich). Die Hauptstadt Georgias, Atlanta, liegt 420 km nordwestlich von Brunswick.

### Klima

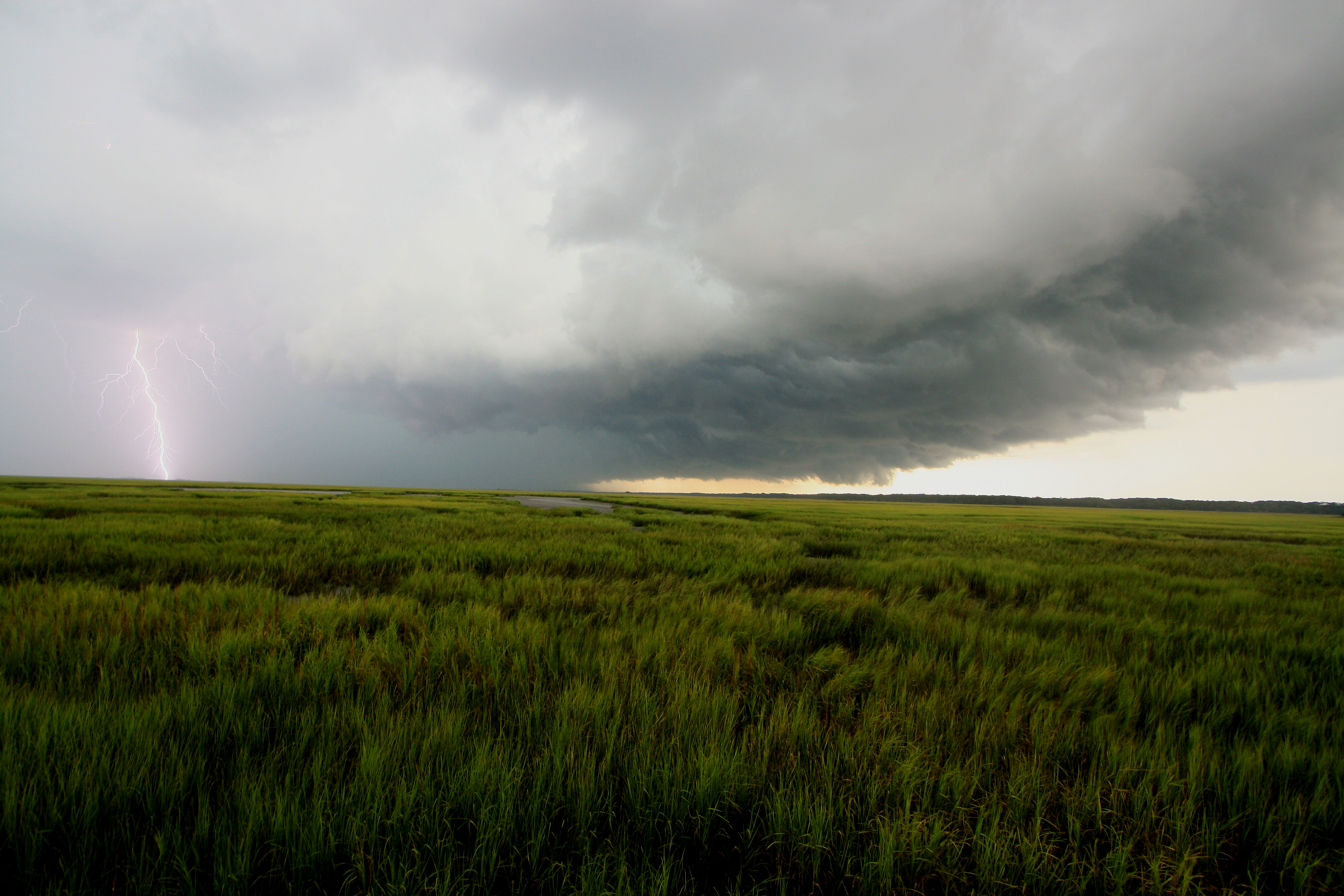
Ein nachmittägliches Sommergewitter über den Marschen bei Brunswick

Nach der Klimaklassifikation von Köppen befindet sich Brunswick in der Ostseitenklimazone, es ist feucht-subtropisch. Während der Sommermonate werden üblicherweise mehr als 90 °F (32 °C) erreicht. Durch die hohe Luftfeuchtigkeit kann der Hitzeindex jedoch deutlich größer sein. In Sommermorgenden liegt die Luftfeuchte oft bei 90 Prozent und erreicht an Nachmittagen noch immer 60 Prozent. Vereinzelte Gewitter sind in Sommermonaten häufig.
Die höchste jemals gemessene Temperatur beträgt 106 °F (41 °C) und wurde 1986 erreicht (Stand: 2009). Die Winter in Brunswick sind gemäßigt. Im kältesten Monat Januar liegt das Durchschnittshoch bei 17 °C, während das Durchschnittstief bei 7 °C liegt. Schnee fällt nur selten. Die letzte (Stand: 2008) Schneedecke wurde am 23. Dezember 1989 registriert. Die kälteste je gemessene Temperatur lag bei −15 °C am 21. Januar 1985 sowie am 30. Januar 1966.
In Brunswick werden hohe Niederschläge verzeichnet, im Durchschnitt 1260 mm jährlich. Die höchsten Niederschläge fallen im August und September, also während der Hurrikansaison. Seit dem katastrophalen Hurrikan 1898 (s. Abschnitt Geschichte) wurden jedoch keine Hurrikans der Kategorie 3 mehr verzeichnet, die direkt die Stadt trafen („direct hit“) – mit Ausnahme von Hurrikan David 1979. Allerdings sind die Ausläufer von Hurrikans, die über Florida hinwegziehen, häufig zu spüren.
|                       | Jan  | Feb  | Mär   | Apr  | Mai  | Jun   | Jul   | Aug   | Sep   | Okt   | Nov  | Dez  |   |         |
| Mittl. Tagesmax. (°C) | 16,9 | 18,9 | 22,0  | 25,6 | 29,3 | 32,1  | 33,5  | 32,6  | 30,1  | 26,2  | 22,3 | 18,0 | ⌀ | 25,7    |
| Mittl. Tagesmin. (°C) | 5,6  | 7,5  | 10,8  | 13,7 | 18,3 | 21,9  | 23,3  | 23,2  | 21,3  | 16,2  | 11,3 | 7,1  | ⌀ | 15,1    |
|                       |      |      |       |      |      |       |       |       |       |       |      |      |   |         |
| Niederschlag (mm)     | 94,0 | 95,3 | 103,4 | 68,3 | 60,2 | 145,3 | 126,7 | 175,5 | 156,2 | 114,0 | 54,1 | 67,6 | Σ | 1.260,6 |
|                       |      |      |       |      |      |       |       |       |       |       |      |      |   |         |
| Regentage (d)         | 8,4  | 8,8  | 7,7   | 6,0  | 6,7  | 11,3  | 11,6  | 12,6  | 10,6  | 7,6   | 6,3  | 7,8  | Σ | 105,4   |

| 5,6 |

| 7,5 |

| 10,8 |

| 13,7 |

| 18,3 |

| 21,9 |

| 23,3 |

| 23,2 |

| 21,3 |

| 16,2 |

| 11,3 |

| 7,1 |

| 5,6 |

| 7,5 |

| 10,8 |

| 13,7 |

| 18,3 |

| 21,9 |

| 23,3 |

| 23,2 |

| 21,3 |

| 16,2 |

| 11,3 |

| 7,1 |

## Geschichte

### Stadtgründung bis Zweiter Weltkrieg
Brunswick wurde 1771 gegründet und nach der Heimat des Britischen Königs Georg II. aus dem Haus Hannover, dem Herzogtum Braunschweig-Lüneburg benannt. Bereits 1736 war auf dem der Stadt vorgelagerten St. Simons Island das Fort Frederica errichtet worden. Es wurde jedoch schon 1748 wieder aufgelassen, nachdem die Britische Kolonie Georgia gegenüber den Spaniern in Florida als gesichert galt. Viele Straßennamen zeugen noch heute von dem deutsch-englischen Erbe, so z. B. Gloucester, Newcastle, Norwich, London, Halifax, und Hanover. Die Straßen und Plätze wurden noch vor dem Bürgerkrieg nach den „Savannah Plänen“ James Oglethorpes errichtet. 1789 erklärte George Washington die Stadt als einen der fünf wichtigsten Häfen um die Kolonien zu betreten. 1797 verlegte die Generalversammlung von Georgia den Verwaltungssitz von Glynn County von Frederica auf der St. Simons Insel nach Brunswick.
Eine Gelbfieberepidemie begann 1893 und markierte den Beginn eines Katastrophen-Jahrzehnts für die Stadt: Im selben Jahr suchte ein Hurrikan der Kategorie 3 Brunswick heim. Der Hurrikan streifte an der Küste Georgias entlang, bevor er in South Carolina auf Land traf. Die Stadt stand zu etwa sechs Fuß (zirka zwei Meter) unter Wasser. Ein weiterer Hurrikan traf die Stadt 1898 und verursachte eine rund 16 Fuß (etwa 4,7 Meter) hohe Flutwelle. 179 Personen kamen dabei ums Leben.
1909 wurde mit dem Bau einer Straßenbahn begonnen, die zwei Jahre später fertiggestellt war. Im Juli 1924 wurde der F.J. Torras Causeway, die Straßenverbindung von Brunswick nach St. Simons Island, freigegeben, was zugleich das Ende des Bootsverkehrs zwischen der Stadt und der Insel bedeutete. Zwei Jahre später stellte die Straßenbahn angesichts des Aufkommens des Automobilverkehrs ihren Dienst ein.
Im Zweiten Weltkrieg wurde Brunswick zu einem strategisch wichtigen Militärstützpunkt. U-Boote der deutschen Kriegsmarine bedrohten die Ostküste der USA, weshalb Prallluftschiffe zu Patrouillenzwecken eingesetzt wurden. Einer der Hangars befand sich in Brunswick in der Naval Air Station Glynco, die zu jener Zeit die weltweit größte Basis für diese Art von Luftschiffen wurde. Etwa 100.000 Schiffsbewegungen wurden eskortiert, ohne dass eines der Luftschiffe verloren ging.

### Schiffsbau für Zweiten Weltkrieg
Während des Zweiten Weltkrieges erlebte Brunswick einen Boom, da über 16.000 Arbeiter in der J. A. Jones Construction Company 99 Liberty-Frachter und Type-C1-Schiffe für die US-Marine bauten. Das erste Schiff war die SS James M. Wayne (benannt nach James Moore Wayne), die am 6. Juli 1942 auf Kiel gelegt wurde. Stapellauf war am 13. März 1943. Das letzt Schiff war die SS Coastal Ranger (Kiellegung: 7. Juni 1945; Stapellauf am 25. August 1945). Während es bei den ersten sechs Schiffen noch zwischen 305 und 331 Tagen bis zur Fertigstellung dauerte, wurden die späteren Einheiten in etwa zwei Monaten gebaut. Im Durchschnitt vergingen 89 Tage zwischen Kiellegung und Stapellauf. Im November 1943 wurden vier Schiffe pro Monat abgeliefert. Die SS William F. Jerman wurde innerhalb von nur 34 Tagen im November und Dezember 1944 fertiggestellt. An sechs Schiffen konnte auf der Helling der Werft zugleich gebaut werden.

### Flugzeugunglück 1991
Am 5. April 1991 verunglückte eine Embraer EMB 120 der amerikanischen Atlantic Southeast Airlines durch ein Versagen der Propeller-Kontrolle in Brunswick. Durch den Absturz kamen alle 23 Personen an Bord ums Leben, darunter auch der texanische US-Senator John Tower und der Astronaut Sonny Carter.

## Demographische Daten
Laut der Volkszählung von 2010 verteilten sich die damaligen 15.383 Einwohner auf 5.762 bewohnte Haushalte, was einen Schnitt von 2,52 Personen pro Haushalt ergibt. Insgesamt bestehen 6.832 Haushalte.
61,1 % der Haushalte waren Familienhaushalte (bestehend aus verheirateten Paaren mit oder ohne Nachkommen bzw. einem Elternteil mit Nachkomme) mit einer durchschnittlichen Größe von 3,18 Personen. In 36,5 % aller Haushalte lebten Kinder unter 18 Jahren sowie in 26,1 % aller Haushalte Personen mit mindestens 65 Jahren.
30,5 % der Bevölkerung waren jünger als 20 Jahre, 28,1 % waren 20 bis 39 Jahre alt, 23,9 % waren 40 bis 59 Jahre alt und 17,6 % waren mindestens 60 Jahre alt. Das mittlere Alter betrug 33 Jahre. 47,2 % der Bevölkerung waren männlich und 52,8 % weiblich.
31,4 % der Bevölkerung bezeichneten sich als Weiße, 59,2 % als Afroamerikaner, 0,3 % als Indianer und 0,6 % als Asian Americans. 6,5 % gaben die Angehörigkeit zu einer anderen Ethnie und 2,0 % zu mehreren Ethnien an. 11,3 % der Bevölkerung bestand aus Hispanics oder Latinos.
Das durchschnittliche Jahreseinkommen pro Haushalt lag bei 24.314 USD, dabei lebten 36,0 % der Bevölkerung unter der Armutsgrenze.

## Sehenswürdigkeiten

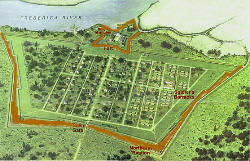
Fort Frederica

Folgende Objekte wurden in das National Register of Historic Places eingetragen:
- Ballard School
- Brunswick Old Town
- Brunswick Old Town Historic District
- Colored Memorial School and Risley High School
- Evelyn Plantation
- Fort Frederica National Monument
- Hofwyl-Broadfield Plantation
- Needwood Baptist Church and School

## Wirtschaft
Der Hafen von Brunswick ist das Rückgrat der lokalen Wirtschaft. Der Hafen fungiert als einer der größten Autoverladehäfen der USA und ist sowohl im Import als auch im Export aktiv. Zu den Unternehmen, die über den Hafen umschlagen, gehören unter anderem Volkswagen, Audi, Ford, General Motors, Mercedes-Benz, BMW, Hyundai, Porsche, Mitsubishi und Volvo. Neben Automobilen gehören auch landwirtschaftliche Produkte und andere Massengüter zu den Exportwaren.
Den Hafenbetrieb stellt die Georgia Ports Authority sicher. Der Hafen verfügt über vier Terminals: Colonel’s Island (RoRo), Colonel’s Island Agri-bulk (landwirtschaftliche Produkte), Mayor’s Point und Marine Port. Mayor’s Point ist dabei der einzige Terminal, der sich komplett innerhalb der Stadtgrenzen befindet. Die Terminals Colonel’s Island und Marine Port liegen südwestlich der Stadt.
Neben dem Hafen spielt auch Tourismus eine bedeutende Rolle für die Wirtschaft der Stadt. Brunswick mit seiner historischen Altstadt und die Inseln in der Umgebung mit ihren Stränden sind ein ganzjähriges Ziel von Besuchern. Zum 30. G8-Gipfel 2004 hatte US-Präsident George W. Bush nach Sea Island eingeladen.

## Verkehr

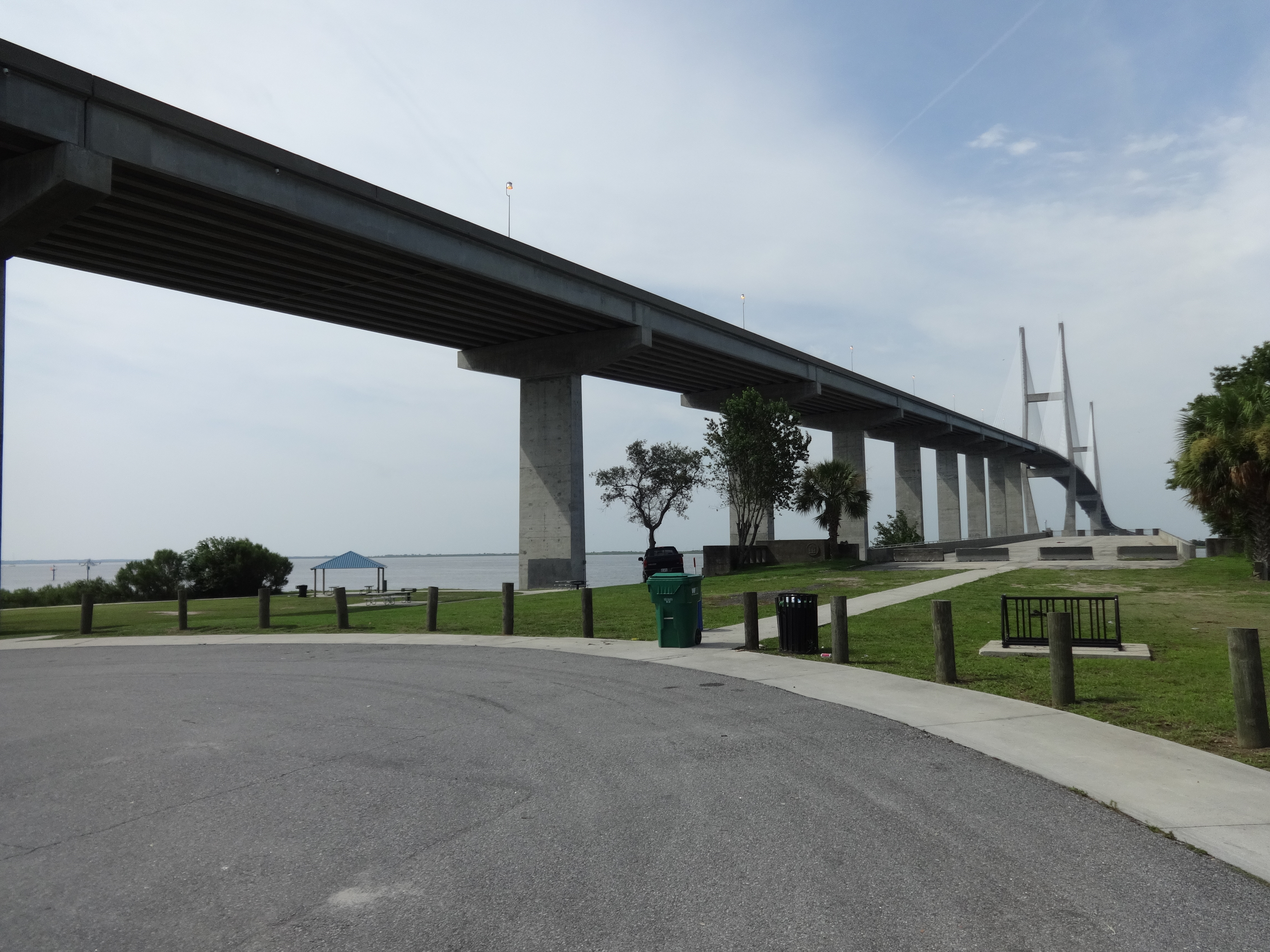
Sidney Lanier Bridge

Brunswick wird von den U.S. Highways 17 und 341 sowie von den Georgia State Routes 25 und 303 durchquert. Der Brunswick River wird durch die Sidney Lanier Bridge gequert. Etwa fünf Kilometer nordwestlich des Stadtgebietes passiert die Interstate 95 (Miami, Florida – Houlton, Maine) die Stadt.
Der Flughafen Brunswicks ist der zehn Kilometer nördlich des Stadtgebietes gelegene Brunswick Golden Isles Airport. Hier bestehen mit Delta Connection Zubringerlinienflüge nach Atlanta. Der nächste internationale Flughafen ist der Flughafen Jacksonville in Florida (rund 90 km südlich).
Der Überseehafen Brunswicks ist der Port of Brunswick. Er ist der wichtigste Autoverladehafen der Vereinigten Staaten und wird durch die 20 km lange Golden Isles Terminal Railroad an das Eisenbahnnetz angebunden, die von der Gesellschaft Genesee and Wyoming betrieben wird. In Brunswick besteht Anschluss an die Bahnstrecken der Gesellschaften CSX und Norfolk Southern Railway. Der nächste Personenbahnhof (Amtrak) befindet sich in Jesup (rund 60 km nordwestlich).

## Kriminalität
Die Kriminalitätsrate lag im Jahr 2010 mit 848 Punkten (US-Durchschnitt: 266 Punkte) im hohen Bereich. Es gab zwei Morde, acht Vergewaltigungen, 76 Raubüberfälle, 152 Körperverletzungen, 406 Einbrüche, 960 Diebstähle, 52 Autodiebstähle und acht Brandstiftungen.

## Söhne und Töchter der Stadt
- Bumble Bee Slim (1905–1968), Blues-Gitarrist, Sänger und Songschreiber
- George Washington (1907–?), Jazz-Posaunist
- Ike Williams (1923–1994), Boxer
- Darius Slay (* 1991), American-Football-Spieler